# Zemnick

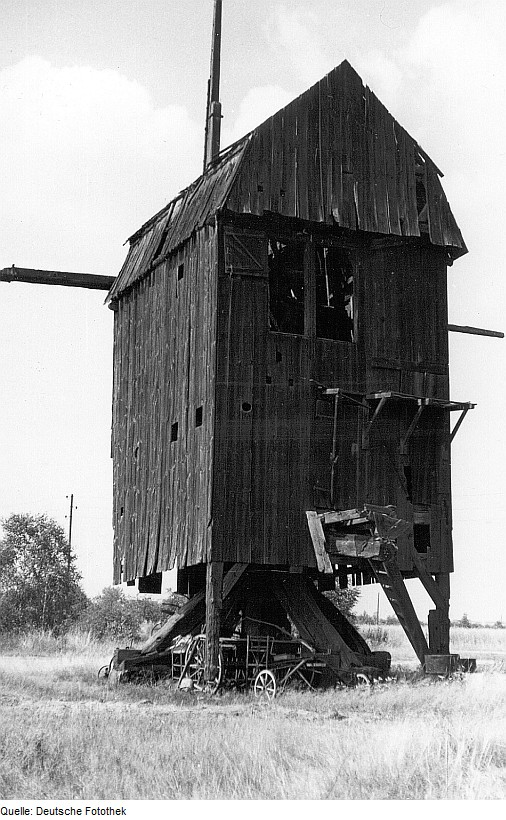
Bockwindmühle Zemnick (um 1972)

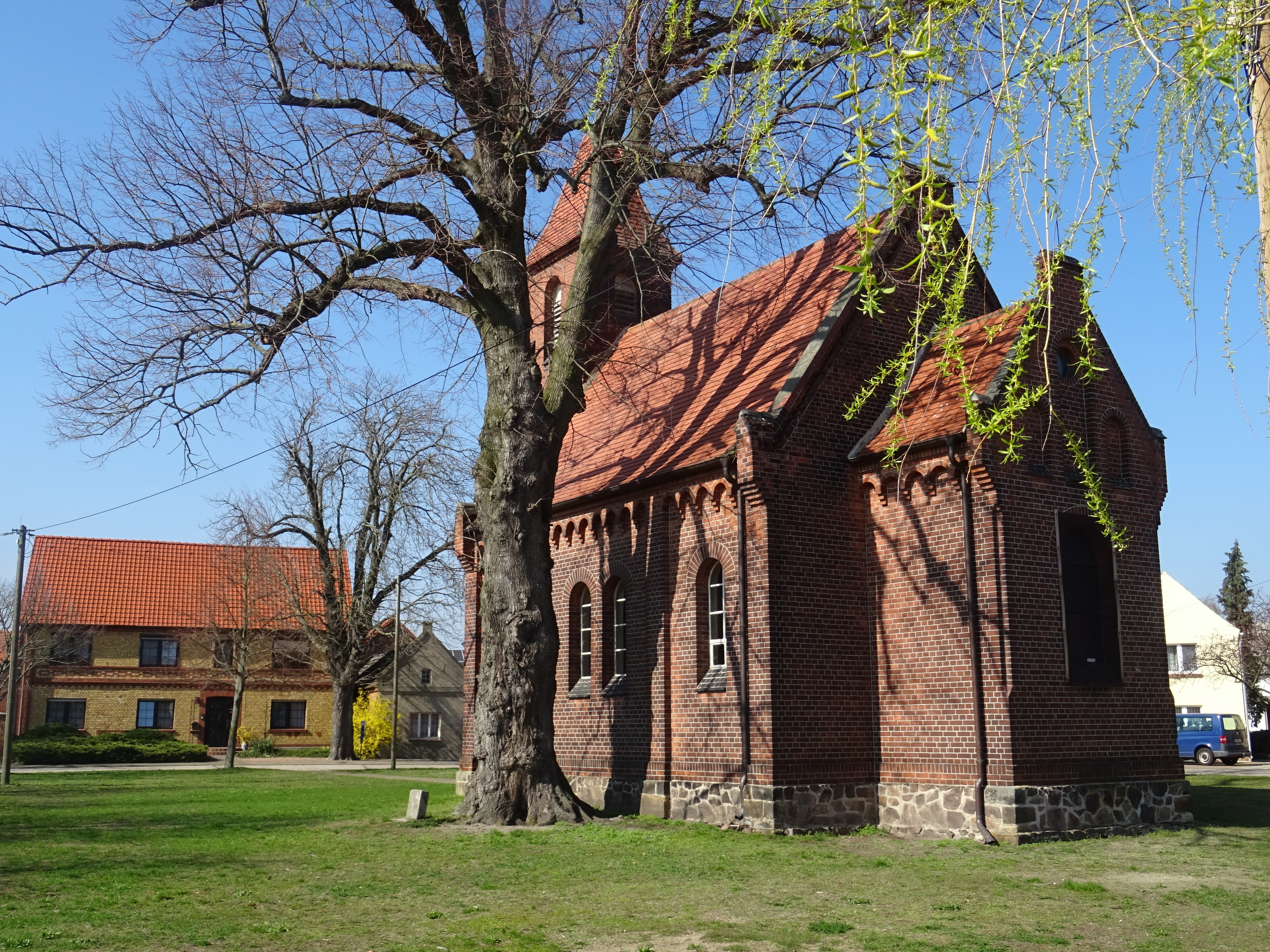
Kirche in Zemnick (2019)

Zemnick ist ein Ortsteil der Stadt Zahna-Elster im Landkreis Wittenberg in Sachsen-Anhalt.

## Geografie
Zemnick ist ein nach Südosten geöffnetes Rundlingsdorf und liegt ca. 14 km östlich der Kreisstadt Lutherstadt Wittenberg. Zur Ortschaft Zemnick gehört der Wohnplatz Wolfswinkel am Waldstück Herren-Holz, die beide nördlich von Zemnick liegen. Im Westen von Zemnick und Wolfswinkel liegen die Zemnicker Wiesen, deren zahlreiche Wassergräben über einen Hauptgraben und den Zugbach nach Südwesten in die Elbe entwässern. Weiter westlich folgt Raßdorf.

## Geschichte

### 7. Jahrhundert
Der Name Zemnick ist altsorbischen Ursprungs. Das Gebiet wurde etwa ab dem 7. Jahrhundert von einem aus Osten kommenden Teil der Slawen besiedelt, die auf Deutsch später als Wenden bezeichnet wurden. Eine weitere bedeutende Bevölkerungsgruppe bildeten die Flamen.
Typisch für die slawisch besiedelten Gebiete war eine Anlage der Dörfer in Hufeisenform, wie sie auch in Zemnick zu finden ist. Seit seiner Gründung gilt Zemnick als Tochtergemeinde Gadegasts.

### 15.–19. Jahrhundert
Zemnick gehörte zum Amt Seyda des Kurkreises im Kurfürstentum Sachsen. Das Amt Seyda wurde 1501 mit dem Kauf durch Friedrich den Weisen Teil des Kurkreises. Anfang des 19. Jahrhunderts wurden Amt und Kurkreis Teil des Königreichs Sachsen.
Bockwindmühle Zemnick
Die Bockwindmühle Zemnick befand sich wenig abseits im Südosten des Dorfes und ist sowohl in der Karte des sächsischen Kurkreises von 1752 als auch im Messtischblatt Seyda von 1874 verzeichnet. Sie wurde nach langer Zeit des Verfalls abgerissen. An ihrer Stelle befindet sich heute ein landwirtschaftlicher Betrieb.

### 20. Jahrhundert
Im Rahmen der nationalsozialistischen Germanisierung sorbischstämmiger Ortsnamen hatte der Landrat des Kreises Schweinitz 1937 beantragt, Zemnick in „Birkenheim“ umzubenennen und so den sorbischen Namen zu tilgen. Die Gemeinde selbst stimmte dem Vorschlag unter Vorbehalt zu, bevorzugte jedoch Zemmendorf als neuen Namen. Anders als in anderen Regionen scheiterte die Umbenennung letztlich jedoch an der Ablehnung des zuständigen Regierungspräsidenten.
Nach der deutschen Wiedervereinigung blieb Zemnick zunächst Gemeinde des Landkreises Jessen, der zum 1. Juli 1994 im Landkreis Wittenberg aufging. Darauf folgend trat Zemnick der Verwaltungsgemeinschaft Verwaltungsgemeinschaft Elster-Seyda-Klöden bei, die nach Eingemeindungen eines Großteils ihrer Mitglieder durch die Stadt Jessen (Elster) im Jahr 2004 schließlich aufgelöst wurde und am 1. Januar 2005 in die neu gegründete Verwaltungsgemeinschaft Elbaue-Fläming überging.
Zum 1. Januar 2011 wurde aus der Stadt Zahna sowie Gemeinden der Verwaltungsgemeinschaft Elbaue-Fläming die Einheitsgemeinde und Stadt Zahna-Elster gebildet.

## Politik
Ortsbürgermeister des Ortsteils Zemnick ist Dirk Kreuzmann (Stand: 2024).

## Sehenswürdigkeiten
Eine Kirche lässt sich u. a. für das Jahr 1752 nachweisen. Seit ca. 1887 gibt es in Zemnick eine in Backsteinbauweise errichtete Saalkirche. 1888 wurde eine Orgel von Conrad Geißler eingebaut, die als das kleinste seiner 120 Werke gilt. Der denkmalgeschützte Bau ist eine von neun Kirchen im Pfarrbereich Seyda des Kirchenkreises Wittenberg.

## Verkehr
Zemnick liegt an der Kreisstraße K 2236 von Zemnick nach Gielsdorf. Zur Bundesstraße 187, die Lutherstadt Wittenberg und Jessen verbindet, sind es in südlicher Richtung nach Elster (Elbe) vier km.
Der nächstgelegene Bahnhof ist Elster (Elbe) an der Bahnstrecke Lutherstadt Wittenberg–Falkenberg/Elster.